# Draagmoederschap

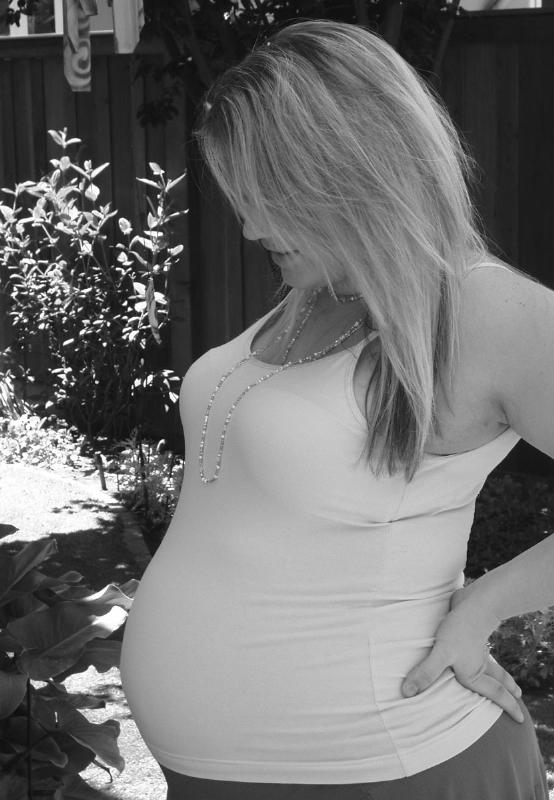
Vrouw in verwachting

Een draagmoeder is een vrouw die voor iemand anders een kind draagt en baart. Dat is doorgaans een homopaar, of een heteropaar waarvan de vrouw wel goede eicellen kan produceren maar niet zelf kinderen kan krijgen; dit kan allerlei redenen of oorzaken hebben. In het geval van een heteropaar wordt een eicel van de wensmoeder dan bevrucht met het zaad van de wensvader, waarna het embryo in de baarmoeder van de draagmoeder wordt geplaatst. Soms ook wordt de draagmoeder bevrucht met het zaad van de wensvader en dan is zij dus de genetische moeder.

## Traditioneel draagmoederschap
De draagmoeder kan op verschillende wijzen zwanger worden. Er kan gebruik worden gemaakt van kunstmatige inseminatie. Dit heet traditioneel draagmoederschap, ook bekend als laagtechnologisch draagmoederschap. De draagmoeder wordt kunstmatig geïnsemineerd met het zaad van de wensvader of een andere man. De draagmoeder is dan de genetische moeder.

## IVF draagmoederschap
Een andere mogelijkheid is het gebruik van in-vitrofertilisatie (ivf). IVF-draagmoederschap wordt ook wel hoogtechnologisch draagmoederschap genoemd. Dit houdt in dat de draagmoeder een eicel van de wensmoeder of een eiceldonor, die in celcultuur bevrucht is door een zaadcel van de wensvader, ingebracht krijgt. Het kind stamt dan genetisch niet af van de draagmoeder.

## Beweegredenen
Er zijn verschillende redenen waarom wensouders besluiten om middels draagmoederschap een kind te krijgen:
- De wensmoeder heeft geen baarmoeder (deze is verwijderd of het betreft een transvrouw) waardoor een eigen zwangerschap niet mogelijk is
- De wensmoeder heeft een niet correct functionerende baarmoeder
- Er is een te groot medisch risico voor de wensmoeder om een zwangerschap te doorstaan
- Als een homoseksueel koppel een kind wil krijgen

## Ethische verantwoording
Sommigen stellen draagmoederschap op ethische gronden ter discussie. Het is een natuurlijke ontwikkeling dat ook de draagmoeder na negen maanden zwangerschap een emotionele band met een kind opbouwt. Het afstaan van de baby aan de wensouders na de geboorte wordt dan gedacht een moeilijke beslissing te zijn. Uit onderzoek is echter gebleken dat het bij ideëel draagmoederschap zelden tot nooit voorkomt dat een vrouw zich bedenkt en het kind niet afstaat.
Ook rijzen ethische vragen bij de "vergoeding" die aan de draagmoeder wordt gegeven. In sommige gevallen handelt de draagmoeder uit financiële nood.

## Juridische aspecten
Draagmoederschap is niet in alle landen legaal. Waar het wel legaal is, kan een onderscheid worden gemaakt tussen altruïstisch draagmoederschap, waarbij de draagmoeder slechts een vergoeding voor gemaakte onkosten krijgt, en commercieel draagmoederschap.
Daarnaast is er nog de kwestie of afspraken over draagmoederschap kunnen worden afgedwongen, met andere woorden, of de wensouders de draagmoeder kunnen dwingen het kind af te staan als dit voor de geboorte is overeengekomen (en of de wensouders kunnen worden gedwongen het kind op te nemen).

### Nederland
Commercieel draagmoederschap, waarbij de draagmoeder meer krijgt dan een redelijke vergoeding voor de kosten die ze maakt, is in Nederland bij wet niet verboden. De Staatscommissie herijking ouderschap beveelt in haar rapport uit 2016 aan dat er een wettelijke regeling voor draagmoederschap komt, waarbij er naast de vergoeding van de onkosten, een algemene vergoeding van maximaal € 500 per maand zou kunnen krijgen.
In Nederland is het strafbaar om beroeps- of bedrijfsmatig te bemiddelen tussen draagmoeder en wensouders, te adverteren voor zo'n bemiddeling en in het openbaar een draagmoeder aan te bieden of te zoeken naar een draagmoeder (artikelen 151b en 151c van het Wetboek van Strafrecht). De strafbepalingen hebben tot doel gehad draagmoederschap te ontmoedigen. In Nederland kan het overnemen van het kind niet worden afgedwongen en blijft de draagmoeder de juridische moeder totdat zij het kind daadwerkelijk afstaat.

### België
Het Belgisch recht schrijft voor dat de vrouw die bevalt van het kind, zelfs indien het gaat om een draagmoeder, de moeder is van het kind. Een draagmoederschapscontract verandert hier niks aan, aangezien het gaat om regels die de openbare orde aanbelangen waarvan niet kan worden afgeweken. De Belgische wet noemt commercieel draagmoederschap niet expliciet, maar in oktober 2012 werden twee Belgische echtparen (zowel het koppel wensouders als het koppel van de draagmoeder) en een Nederlands echtpaar veroordeeld in een zaak waarbij de draagmoeder voorgaf een miskraam te hebben gehad, het kind op internet te koop aanbood en het uiteindelijk bij een Nederlands echtpaar terechtkwam. De veroordeling werd uitgesproken op basis van "onterende behandeling" van het kind (overeenkomstig art. 417bis, 3° van het Belgisch Strafwetboek). Draagmoederschap wordt strijdig geacht met de openbare orde indien het doel ervan de afstand van het kind is, temeer indien ervoor een prijs werd betaald.